# Parc de Långbro
Le parc de Långbro (en suédois : Långbroparken) est un parc public situé dans le quartier de Långbro à Stockholm en Suède. 

## Situation
Le parc de Långbro fait partie de la zone qui constituait auparavant l'hôpital de Långbro dans le quartier de Långbro. 
La zone couvrait à l'origine plus de 27,5 hectares et a été achetée en 1998 par JM pour la construction de logements. 
Ces bâtiments ont été principalement construits dans la partie sud de la zone, le long de Vantörsvägen. 
Le parc, y compris les bâtiments caractéristiques de Stora Mans et Stora Kvinns, a été laissé intact. 
Cette zone comprend également l'ancienne résidence du médecin-chef, aujourd'hui l'auberge de Långbro.

## Description
La partie centrale du parc est constituée de l'ancien étang de l'hôpital oblong avec des fontaines, qui est resté pratiquement inchangé depuis la création de la zone. 
Autour de l'étang courent des allées bordées de plantations vivaces. À côté des allées, il y a plusieurs canapés de parc avec vue sur l'étang et un belvédère avec des bancs.
Le parc dispose d'espaces verts ouverts pour les pique-niques et les jeux, ainsi que d'un terrain de basket-ball asphalté. Une grande pelouse en contrebas est bordée d'avenues d'arbres comprenant des ormes et des peupliers. Les bâtiments plus anciens autour du parc abritent plusieurs commerces, dont un café et un restaurant. Une zone naturelle plus vaste avec, entre autres, de vieux chênes se trouve dans la partie est du parc. Il y a également des terres naturelles avec des chênes dans la partie ouest en direction de Vantörsvägen.
L'étendue de la zone signifie que les parties nord sont encore constituées d'une bande forestière, bordant la zone résidentielle de Långbro. La partie ouest, adjacente à Mickelsbergsvägen et au centre voisin de Fruängen, comprend l'ancienne guérite « Grindslanten » (aujourd'hui une agence immobilière), l'auberge de Långbro et l'unité ASIH du conseil du comté. 

## Bâtiments
Dans la zone sud, adjacente à Vantörsvägen, des immeubles résidentiels ont été construits. 
Stora Kvinns est également désormais résidentielle. 
Dans les parties les plus à l'est, l'ancienne prairie ouverte a été aménagée avec des maisons de ville. 
L'ancien hôpital disposait de vastes zones de culture propres, à la fois pour des raisons thérapeutiques et pour la production alimentaire. 
La piscine et la salle de sport Långbrohallen sont situées dans la partie sud-est de la zone. 
La grande variété d'arbres a donné lieu à des projets récurrents de création d'un arboretum.
La zone abrite également des écoles secondaires, primaires et maternelles, principalement l'école primaire Metapontum à Stora Mans.
La partie sud est constituée d'une zone herbeuse ouverte bordée d'immeubles d'appartements, de maisons de ville, d'une piscine et d'une salle de sport, ainsi que d'une école maternelle.

## Galerie

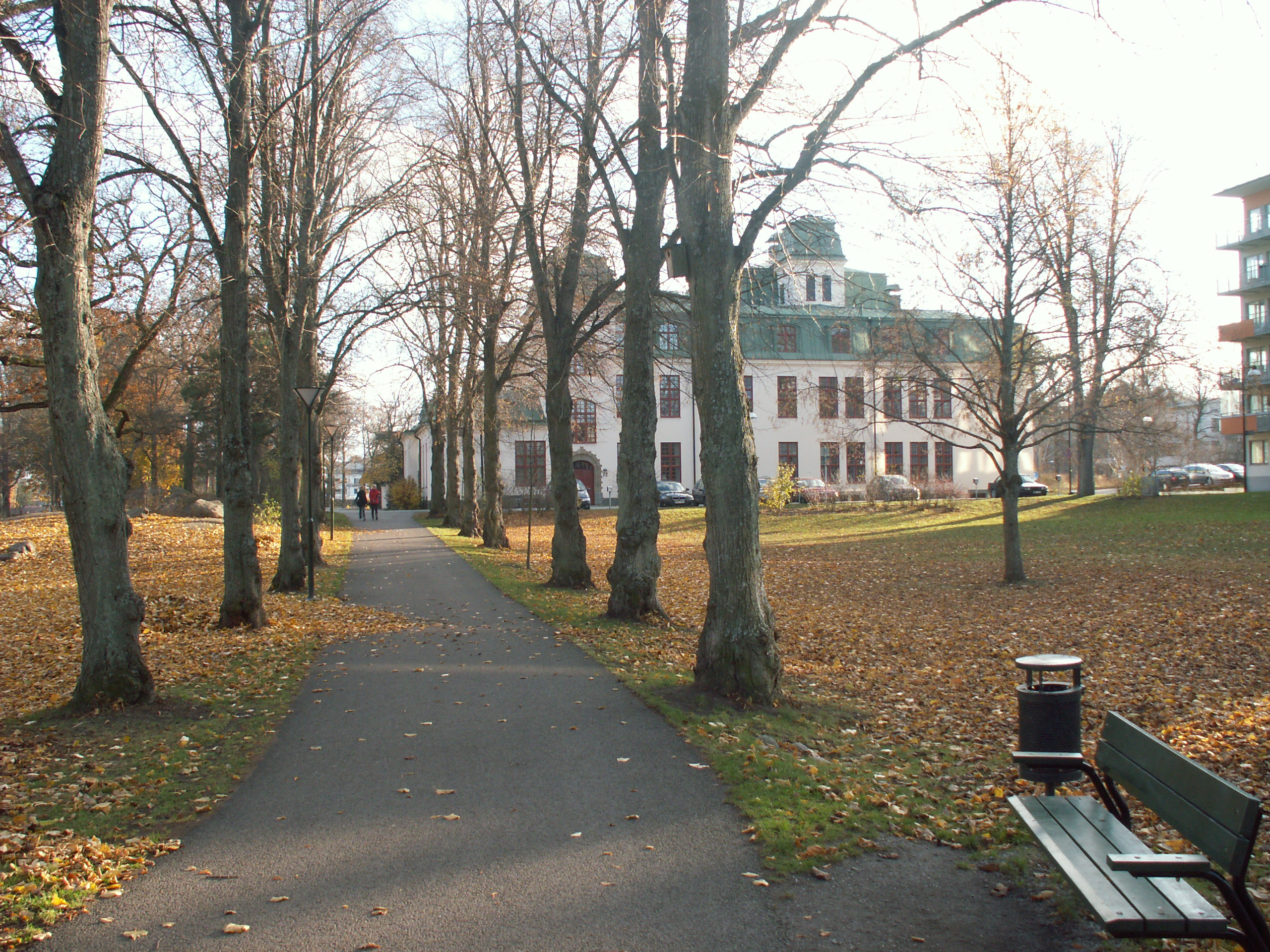
Långbroparken, Stora Kvinns
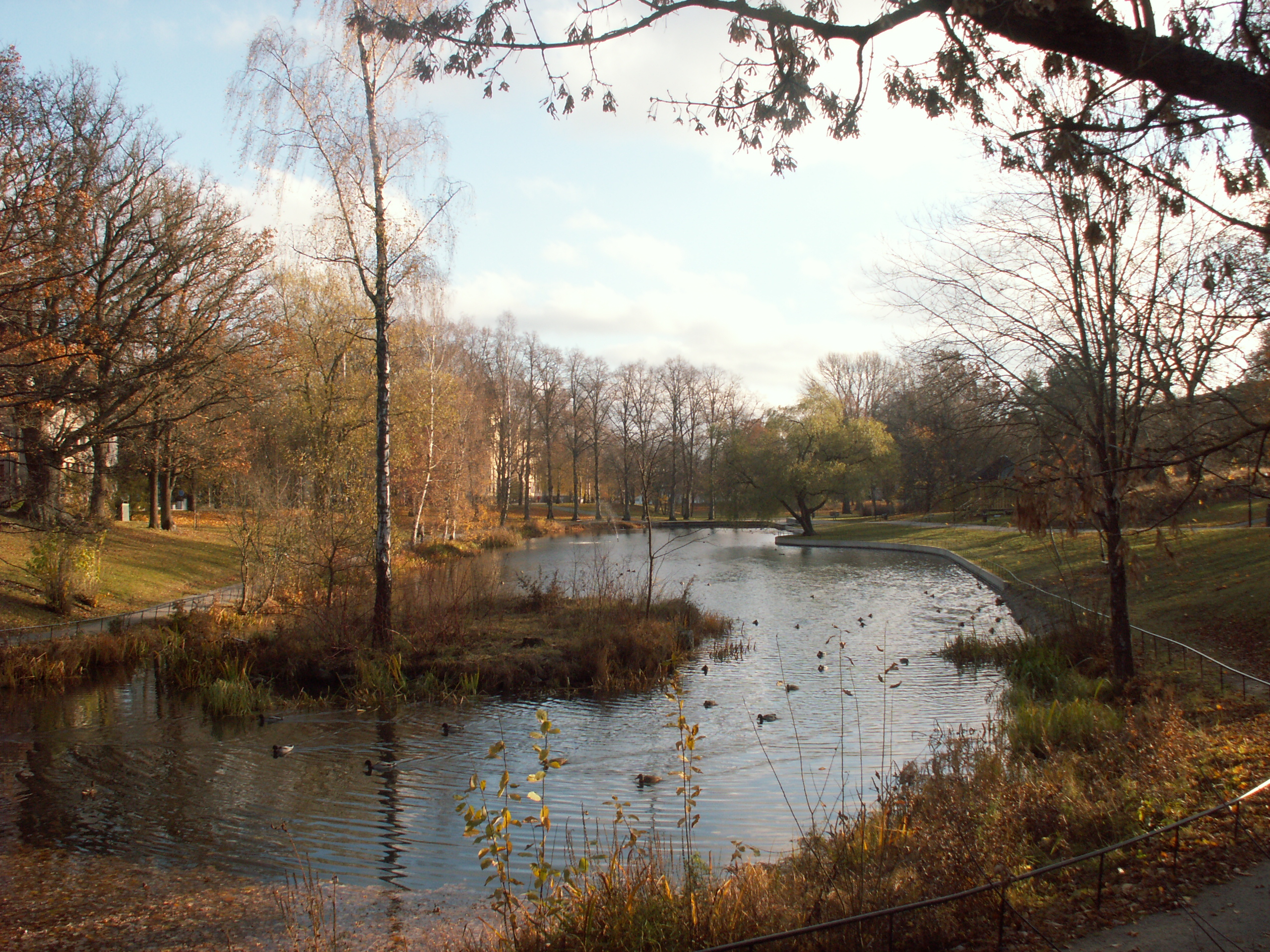
Långbroparken, ancien barrage
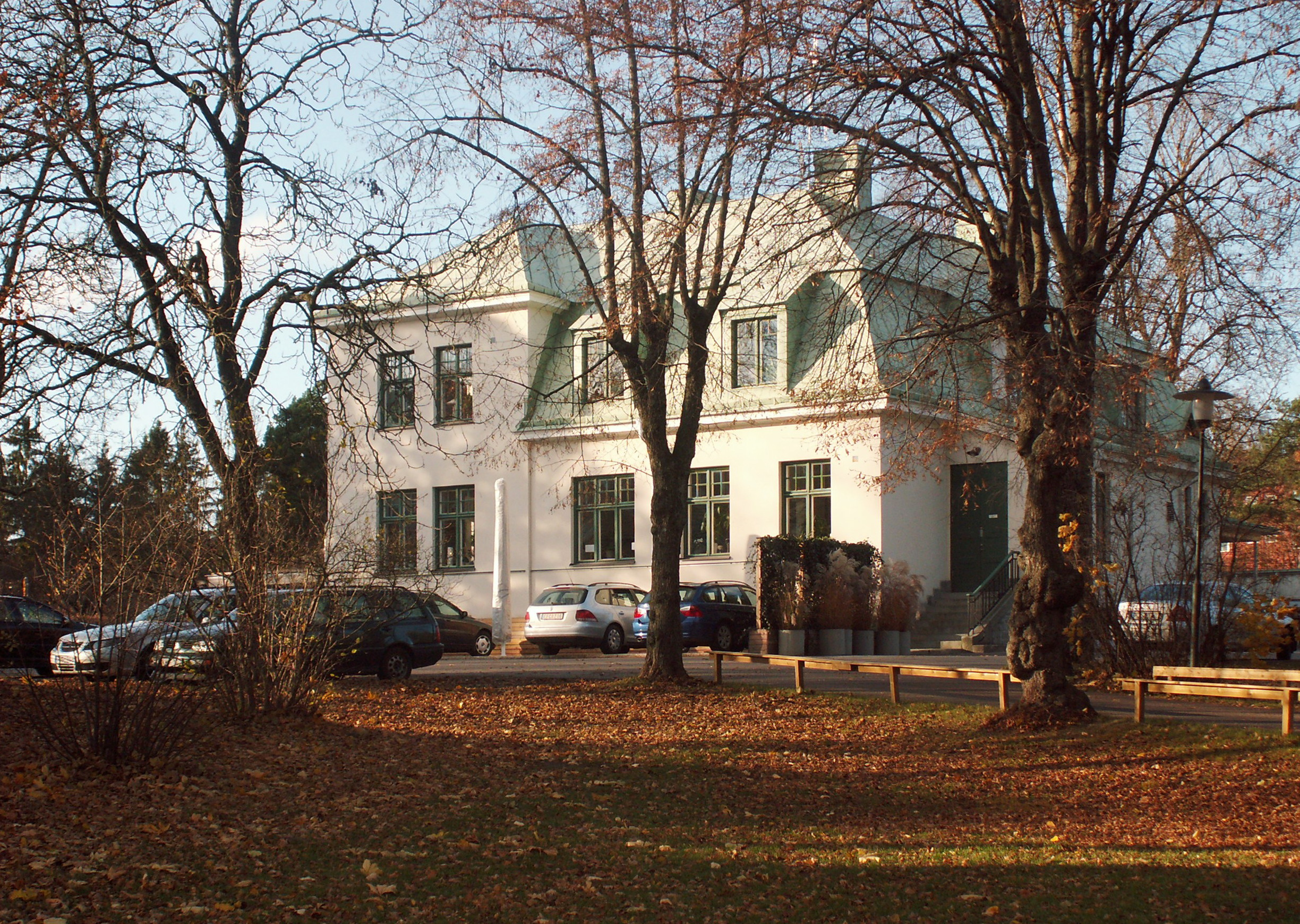
Långbroparken, auberge de Långbro.

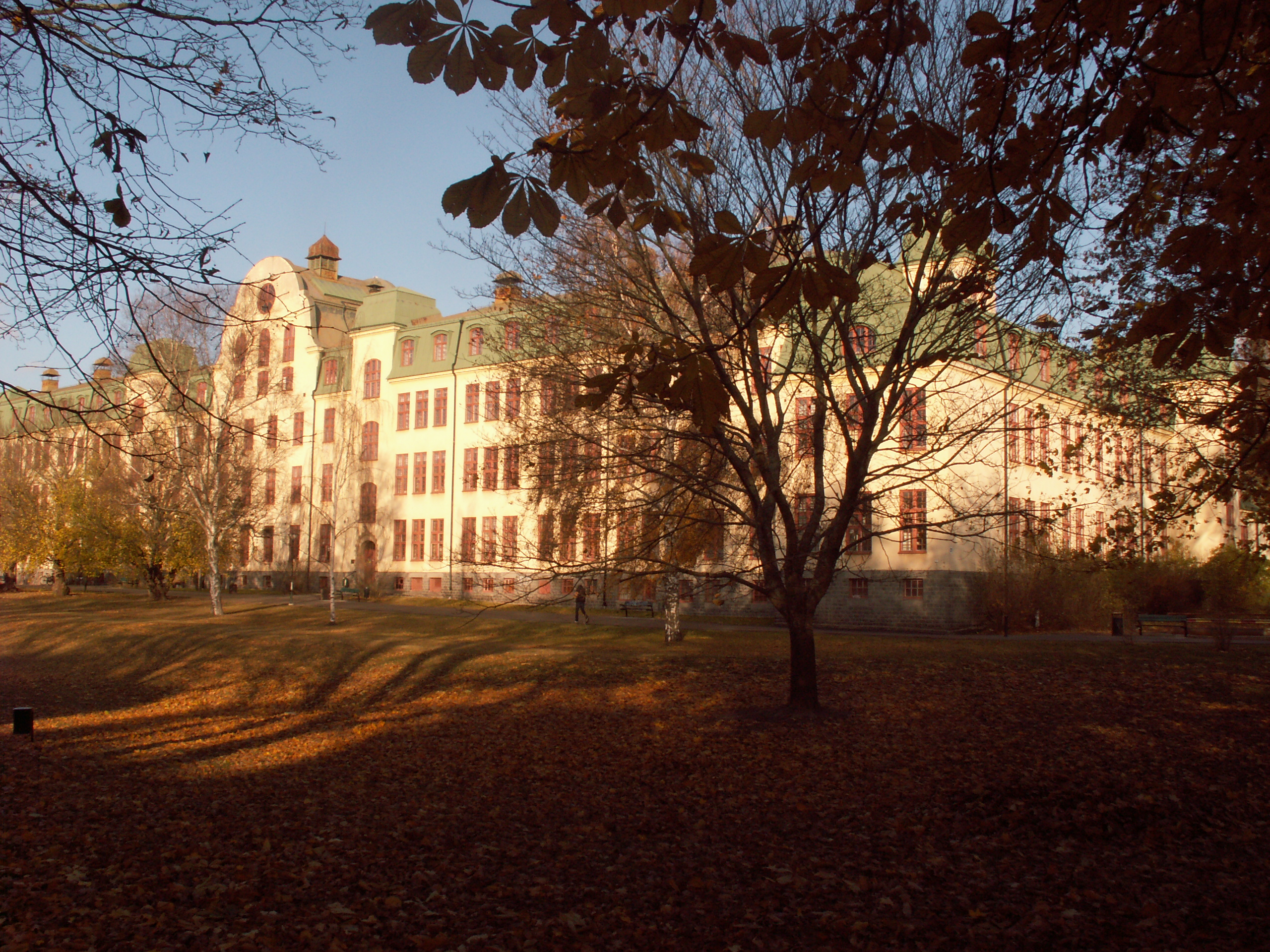
Långbroparken, Stora Mans
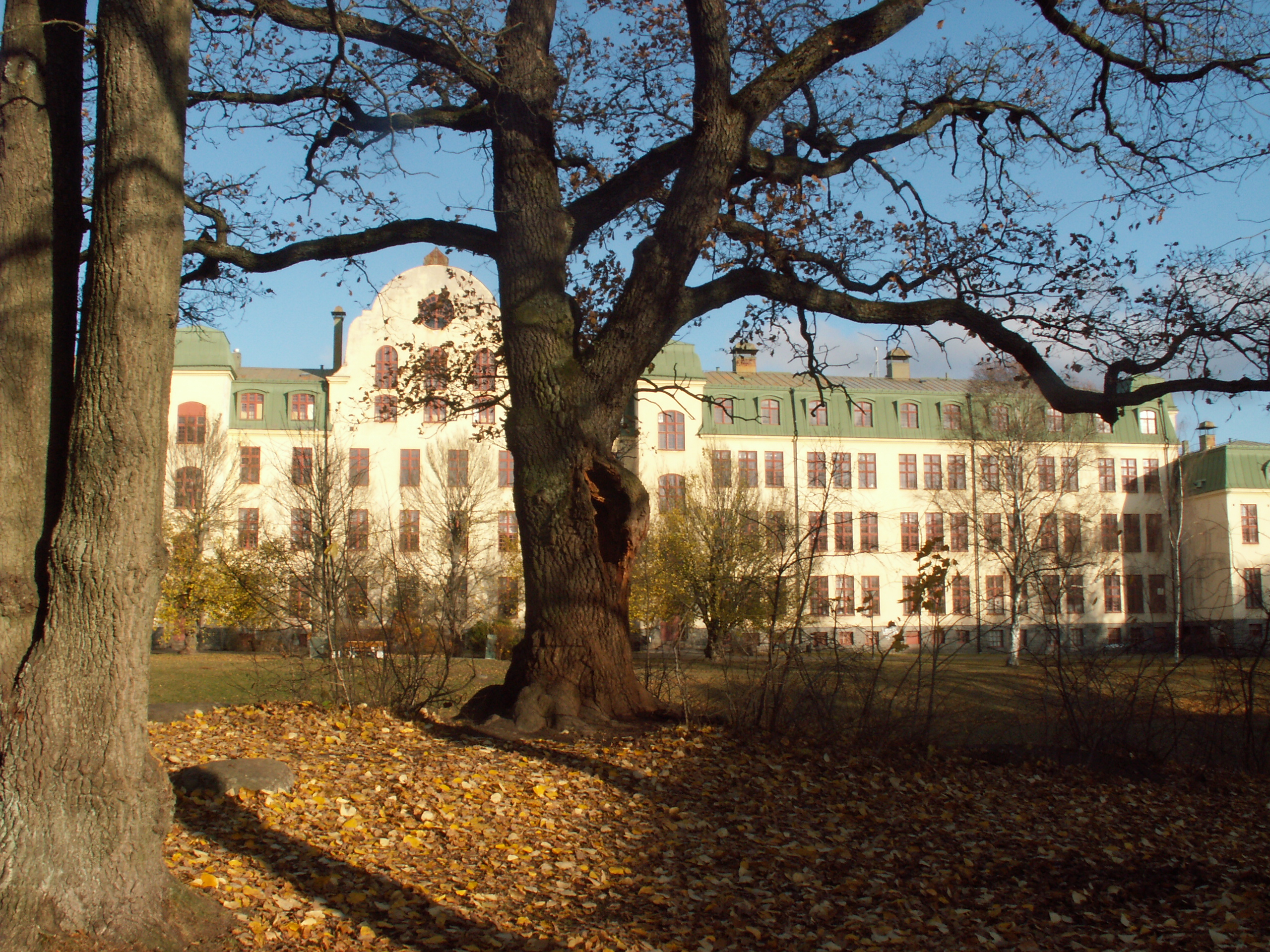
Långbroparken, Stora Mans
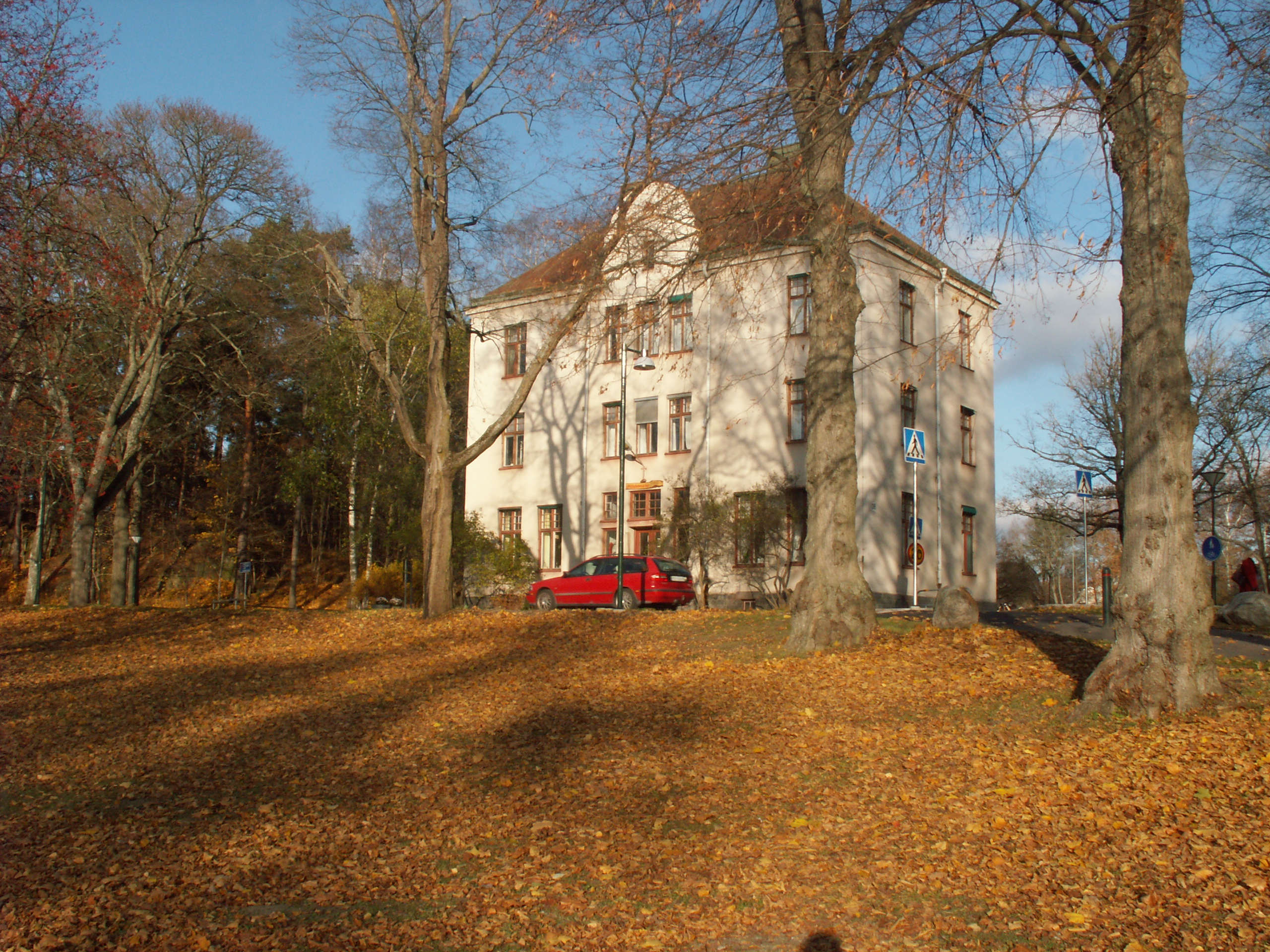
Långbroparken, Dammvillan